# 能仁寺 (九江市)
能仁寺（のうにんじ）は、中華人民共和国江西省九江市潯陽区にある仏教寺院。現寺は清の同治年間の所建である。

## 沿革
能仁寺は、南朝梁の創建で、当時は承天院と称した。唐の大暦年間は寺院を再建した。
北宋の仁宗のとき、僧侶の白雲端により再興される。
元の至正12年（1352年）の兵火により焼失している。
明の洪武12年（1379年）、地元政府は寺院を修復する。弘治5年（1492年）、「能仁寺」と改称。万暦元年（1573年）、蔵経閣が修築されている。
清の乾隆年間、乾隆帝は能仁寺に『大清三蔵経』を賜した。能仁寺は咸豊年間に荒廃し、同治年間に修復した。
1957年7月、江西省人民政府は仏寺を省級重点文物保護単位に認定した。1983年、中華人民共和国国務院は仏寺を漢族地区仏教全国重点寺院に認定した。

## 伽藍
山門、大雄宝殿、蔵経閣、大勝塔、石船、双陽橋